# American Horror Story: Coven
American Horror Story: Coven é a terceira temporada da série de televisão American Horror Story, da FX. A temporada estreou em 9 de outubro de 2013 e terminou em 29 de janeiro de 2014.
Os membros do elenco que retornam de temporadas anteriores incluem Sarah Paulson, Taissa Farmiga, Frances Conroy, Evan Peters, Lily Rabe, Denis O'Hare e Jessica Lange, junto com os novos membros de elenco Emma Roberts e Kathy Bates.

## Sinopse
Mais de 300 anos se passaram desde os tempos turbulentos dos julgamentos das Bruxas de Salém, e aqueles que conseguiram escapar agora enfrentam a extinção. Têm sido feitos misteriosos ataques contra a sua espécie e as garotas estão sendo enviadas para a Acadêmia para Excepcionais Jovens Garotas da Madame Robichaux, uma instituição localizada na cidade de Nova Orleães que acolhe novas bruxas na tentativa de ajudá-las a controlar seus poderes e desenvolver suas aptidões. A trama se inicia com Zoe Benson, uma adolescente até então comum que descobre de maneira chocante ser uma bruxa quando seu namorado morre em pleno ato sexual. Ela é levada por Myrtle Snow à academia em Nova Orleans. Nesta nova casa, Zoe conhece outras três bruxas: Madison Montgomery, uma atriz que foi mandada para controlar seus poderes autodestrutivos, Queenie, uma ex-atendente de fast food Nan, uma adolescente que busca ser comum, mas é tratada como diferente pelas outras pessoas. Esta academia é dirigida por Cordelia Fox.
Ao mesmo tempo, a trama resgata duas personagens históricas do passado escravocrata de Nova Orleans: a Marie Laveau, uma conhecida praticante de vodu dos Estados Unidos que foi apelidada de Rainha do Vodu e a Delphine LaLaurie, uma socialite de Nova Orleans famosa por torturar, mutilar e matar dezenas de escravos em seu porão. Como punição por ter transformado seu namorado em um Minotauro, Marie mata a família de LaLaurie e a concede vida eterna para que sofra para sempre dentro de um caixão enterrado em seu quintal. Porém, anos depois, Fiona Goode, mãe de Cordelia, retorna para Nova Orleans para proteger sua Supremacia. Ela liberta LaLaurie para descobrir o segredo da vida eterna, rompendo a trégua entre bruxas e praticantes de vodu. Enquanto os dois lados duelam para provar sua superioridade, os membros do Delphi Trust (uma organização secreta de caçadores de bruxas), planejam acabar com todas as bruxas dos Estados Unidos.

## Elenco e personagens

### Principal
- Sarah Paulson como Cordelia Foxx/Cordelia Goode
- Taissa Farmiga como Zoe Benson
- Frances Conroy como Myrtle Snow
- Evan Peters como Kyle Spencer
- Lily Rabe como Misty Day
- Emma Roberts como Madison Montgomery
- Denis O'Hare como Spalding
- Kathy Bates como Delphine LaLaurie
- Jessica Lange como Fiona Goode

### Convidados especiais
- Angela Bassett como Marie Laveau
- Gabourey Sidibe como Queenie
- Patti LuPone como Joan Ramsey
- Danny Huston como Homem do Machado
- Stevie Nicks como ela mesma

### Recorrente
- Jamie Brewer como Nan
- Josh Hamilton como Hank Foxx
- Alexander Dreymon como Luke Ramsey
- Riley Voelkel como Fiona Goode jovem
- Leslie Jordan como Quentin Fleming
- Robin Bartlett como Cecily Pembroke
- Michael Cristofer como Harrison Renard
- Mike Colter como David
- Lance Reddick como Papa Legba

### Convidado
- Grey Damon como Archie Brener
- Ian Anthony Dale como Dr. David Zhong
- Lance E. Nichols como Detetive Sanchez
- Christine Ebersole como Anna Leigh Leighton
- Mare Winningham como Alicia Spencer
- Alexandra Breckenridge como Kaylee
- Michelle Page como Myrtle Snow jovem
- Meg Steedle como Mãe natimorta
- Grace Gummer como Millie
- Andrew Leeds como Dr. Dunphy
- Gavin Stenhouse como Billy
- P.J. Boudousqué como Jimmy
- Kyle Secor como Bill

## Episódios
| N.º na série | N.º na temp. | Título                                                                         | Dirigido por        | Escrito por                | Exibição original      | Audiência (milhões) |
| --- | ------------ | ------------------------------------------------------------------------------ | ------------------- | -------------------------- | ---------------------- | ------------------- |
| 26 | 1            | "Bitchcraft" "(A Dominadora)"                                                  | Alfonso Gomez-Rejon | Ryan Murphy & Brad Falchuk | 9 de outubro de 2013   | 5.54                |
| Em 1834, em Nova Orleans, Madame LaLaurie descobre que sua filha mais nova, Marie Pauline, fez sexo com Bastien, o empregado negro da família, como punição ela maltrata o escravo pondo-lhe uma cabeça de touro e o chama de Minotauro. Em 2013, Zoe decide perder sua virgindade com Charlie, seu namorado, porém durante a transa ele morre misteriosamente de aneurisma cerebral. Sua mãe lhe revela que ela é descendente de uma bruxa de Salem e para protegê-la, Myrtle Snow a enviará para a Academia de Bruxas Miss Robichaux para que ela possa aprender a usar seus dons. Madison, Nan e Queenie assustam Zoe na recepção da Academia. Cordelia Foxx, a diretora, apresenta a Academia para Zoe e conta toda a história da extinção das bruxas e de Misty Day que tinha o dom da ressurreição e foi queimada numa fogueira há poucos dias atrás por não estar protegida. Enquanto isso, a Suprema Bruxa Fiona Goode busca uma forma de ter juventude de novo através da ciência do Dr. David. Ele se recusa a ajudá-la, ela o seduz e num ataque de fúria, usa seus poderes para matá-lo. Durante o jantar, Zoe descobre que Madison tem o dom de mover objetos, Queenie é uma boneca de vodu viva e Nan é uma vidente. Fiona volta e provoca sua filha, Cordelia, dizendo que voltará a morar com elas depois que soube da morte de Misty Day na televisão e anuncia que uma perseguição às bruxas está próxima. Zoe e Madison saem escondidas da Academia e vão a uma festa onde Kyle e Zoe se apaixonam. Madison é dopada por Brener, um dos amigos de Kyle, e é brutalmente estuprada. Zoe se desespera ao perceber a falta da amiga fazendo com que Kyle a salve de seus amigos. Kyle entra no mesmo ônibus que os malfeitores e Madison usa seus poderes para capotar o veículo ocasionando a explosão do ônibus. No dia seguinte, Fiona se apresenta como Suprema para as alunas da Academia e as leva para conhecer a antiga casa da Madame LaLaurie. Volta-se no tempo, e LaLaurie bebe uma poção envenenada das mãos de Maria Laveau, amante de seu escravo Minotauro. Nan ouve o pensamento de alguém que não conhece e Fiona desconfia de seu ato. Zoe vai ao hospital na esperança de encontrar Kyle vivo, mas somente Brener sobreviveu ao acidente. Como vingança, ela o mata, assim como fez com Charlie. Fiona volta ao lugar que Nan ouviu vozes e desenterra Madame LaLaurie. |              |                                                                                |                     |                            |                        |                     |
| 27 | 2            | "Boy Parts" "(As Partes do Garoto)"                                            | Michael Rymer       | Tim Minear                 | 16 de outubro de 2013  | 4.51                |
| Misty Day ressuscita jacarés do pântano que matam caçadores da região. Fiona aprisiona Madame LaLaurie. Queenie conta como foi encontrada pela Academia. Detetive Sanchez vai à Academia interrogar Zoe e Madison sobre a morte de Kyle e seus amigos. Desesperada, Zoe abre o jogo e conta sobre o estupro e seus poderes de bruxa. Cordelia se desespera, mas Fiona enfeitiça os detetives para que eles tenham amnésia. Fiona tem um acerto de contas com Zoe e Madison e as ameaça caso algo volte a acontecer colocando em risco a segurança das bruxas. Elas desobedecem e vão ao necrotério para trazer Kyle à vida. Como ele foi esquartejado, Zoe e Madison resolvem usar várias partes de corpos masculinos para fazer um "novo" Kyle e ressuscitá-lo através de um feitiço de vodu. Cordelia e Hank, seu marido, descobrem que ela, mais uma vez, não conseguiu engravidar. Cordelia desiste de tentar usar a ciência e resolve usar a magia. Fiona revela a Madame LaLaurie que ela ficou presa num caixão por 180 anos. Em 1834, Maria Laveau mata a família de LaLaurie enforcada como uma forma de vingança pelo que aconteceu ao Minotauro, além disso LaLaurie, irá ter a eternidade, trancada num caixão para que venha a se lembrar por todos os dias do mundo da dor que causou. Em 2013, Zoe e Madison fazem o vodu de ressurreição em Kyle. Aparentemente o feitiço não dá certo. Policiais chegam ao necrotério e Madison consegue fugir há tempo, mas Zoe fica presa e é descoberta. Kyle ressuscita para salvá-la. Fiona procura Maria Laveau em seu salão de beleza e as duas travam um embate. Nan não para de ouvir os pensamentos de Madame LaLaurie e a livra do cativeiro. Queenie tenta pará-la, mas LaLaurie lhe acerta com um candelabro. Fiona pede a Maria Laveau sua fórmula da juventude em troca de Madame LaLaurie, mas o acordo não é firmado e as duas brigam mais uma vez. Cordelia e Hank fazem um feitiço poderoso usando sangue e serpentes para que ela engravide. Zoe põe Kyle em seu carro sem saber para onde o levar. Misty Day surpreende ao surgir dentro do carro e ordena que Zoe volte. Já no pântano, Misty Day explica que o feitiço de ressurreição a atraiu e se propõe a curar Kyle com seus poderes naturais. Maria Laveau desamarra o Minotauro. Fiona encontra Madame LaLaurie. |              |                                                                                |                     |                            |                        |                     |
| 28 | 3            | "The Replacements" "(As Substituições)"                                        | Alfonso Gomez-Rejon | James Wong                 | 23 de outubro de 2013  | 3.78                |
| Em 1971, Fiona degola a atual Suprema Anna Leigh para tomar seu lugar na Academia. Spalding, o mordomo mudo, testemunha o crime. Em 2013, Fiona não consegue seduzir jovens rapazes e teme que seus poderes de Suprema estão acabando por causa de sua idade. Zoe procura Alicia, a mãe de Kyle, e percebe o quanto ela está desolada desde que seu filho morreu. Nan, Queenie e Madison ficam gamadas em Luke, o novo vizinho. Fiona percebe que Madame LaLaurie odeia Queenie por ser negra e a torna escrava particular da aluna. Misty Day mostra a Zoe o quanto Kyle se recuperou desde que ela saiu do pântano e ela resolve devolvê-lo Alicia. Misty Day tenta impedir e pede para ficar com ele, mas Zoe não permite e leva Kyle mesmo assim. Nan e Madison visitam Luke levando bolo de limão. Madison se insinua, mas Luke só repara em Nan. Joan, mãe de Luke, não gosta da aproximação das vizinhas e as expulsa de sua casa. Madison se irrita e põe fogo nas cortinas. Cordelia vai ao médico mais uma vez e descobre que seu feitiço não deu certo porque continua sem estar grávida. Zoe deixa Kyle na porta de casa e Alicia se emociona ao reencontrá-lo. Joan toma satisfações do ocorrido em sua casa com Fiona, que fica atônita ao descobrir que Madison tem um novo poder: o dom do fogo. Alicia abusa sexualmente de Kyle durante a noite. Cordelia vai ao salão de beleza de Maria Laveau e implora para que ela realize a medicina Pochaut nela para que assim possa engravidar. Maria Laveau nega e ainda a humilha por ser filha de Fiona. Fiona decide tornar Madison a próxima Suprema e lhe ensina alguns poderes novos. Enquanto serve Queenie, Madame LaLaurie é surpreendida pelo Minotauro que está a sua procura para maltratá-la. Queenie resolve ajudá-la e sai para lidar com a fera. Triste e carente por ainda ser virgem, Queenie usa seus poderes para que Minotauro tenha relações sexuais com ela, porém ele a fere. Alicia tenta abusar mais uma vez de Kyle, mas ele fica furioso e a espanca até matá-la. Fiona leva Madison para seduzir rapazes num bar e fica aterrorizada ao concluir que Madison é a próxima Suprema. Zoe se desespera ao encontrar o corpo de Alicia mutilado. Fiona revela a Madison que ela será a próxima Suprema e implora que ela a mate para que assim ela possa assumir seu posto. Madison nega e, durante a briga com uma faca, Fiona degola Madison. Spalding acaba testemunhando tudo. |              |                                                                                |                     |                            |                        |                     |
| 29 | 4            | "Fearful Pranks Ensue" "(Brincadeiras Assustadoras)"                           | Michael Uppendahl   | Jennifer Salt              | 30 de outubro de 2013  | 3.71                |
| Em 1961, Henry, um menino negro, é perseguido após sair do colégio no seu primeiro dia de aula. Ele é encontrado enforcado por sua mãe e sua tia, Maria Laveau, que como vingança, faz um feitiço usando fogo e serpentes para trazer Henry como zumbi e matar aos seus assassinos. Em 2013, Fiona ordena que Spalding enterre o corpo de Madison para que ninguém descubra sua morte. Queenie é encontrada ferida gravemente e Cordelia tenta medicá-la. Queenie não resiste aos ferimentos e morre. Fiona lhe devolve o sopro de vida. Cordelia confidencia que procurou Maria Laveau para que ela realizasse um feitiço Porchaut nela. Madame LaLaurie fica arrependida ao perceber que Queenie se arriscou para salvá-la. Maria Laveau recebe a cabeça de Minotauro decapitada dentro de uma caixa no seu salão de beleza. Zoe percebe que Kyle é um perigo para as pessoas e resolve matá-lo envenenando sua comida, porém ela não o encontra mais. Maria Laveau declara guerra às bruxas de Salem e promete se vingar de Fiona. Chantal, sua amiga, a alerta sobre o pacto de paz que ela assinou com a Suprema Anna Leigh, mas Maria Laveau está decidida. Hank mente para Cordelia que viajou à trabalho, mas se encontra com sua amante Kaylee. Madame LaLaurie pede perdão a Queenie. Myrtle Snow e o Conselho de Magia, composto por Quentin e Pembroke, visitam à Academia. Cordelia se enrola e acaba revelando da agressão de Queenie e de sua visita a Maria Laveau. Fiona interrompe e Nan revela que foi ela quem chamou Myrtle, pois desconfia que Madison está morta. Myrtle interroga Cordelia, Zoe, Queenie e Nan sobre o sumiço de Madison e o Conselho descobre que Madison estava desenvolvendo novos poderes. Hank mata Kaylee friamente. Myrtle desconfia que Fiona é assassina de Madison e relembra da morte misteriosa da Suprema Anna Leigh. Spalding é chamado para depor contra Fiona, pois Myrtle acusa Fiona de ter cortado a sua língua. Porém, Spalding acusa a própria Myrtle causando sua fúria. Spalding, então, lembra que ele mesmo cortou sua língua para proteger Fiona e jamais revelar que ela foi a assassina de Anna Leigh. Cordelia revela que Fiona não pode ter matado Madison, pois ela sofria de um câncer que somente ela sabia, e não está tão boa de saúde, seria impossível ela ser a próxima Suprema. Maria Laveau invoca espíritos malignos e ressuscita vários zumbis. Zoe, Nan e Queenie questionam onde estaria o corpo de Madison já que ela está morta. É revelado que Spalding a usa como uma de suas bonecas para abusar de seu corpo sexualmente. Cordelia é atacada no banheiro por alguém que lhe joga um ácido nos olhos, deixando-a cega. Luke visita Nan para passarem o Halloween juntos. Madame LaLaurie se surpreende ao abrir a porta e encontrar seus familiares como zumbis. |              |                                                                                |                     |                            |                        |                     |
| 30 | 5            | "Burn, Witch. Burn!" "(Queime, Bruxa. Queime!)"                                | Jeremy Podeswa      | Jessica Sharzer            | 6 de novembro de 2013  | 3.80                |
| No Halloween de 1833, Madame LaLaurie desafia Jacquie, o pretendente de sua filha mais velha, Borquita. Ela o aterroriza fazendo-lhe pegar em restos mortais e ele desiste da moça. As filhas de LaLaurie planejam matá-la para que ela pare de se intrometer na vida delas. Madame LaLaurie ouve e as aprisiona na câmara dos horrores. Em 2013, Fiona descobre que Cordelia ficou cega. Nan não ouve os pensamentos dos monstros e conclui que todos são mortos. Luke sai da casa achando que os zumbis são crianças e é ferido. Zoe, Queenie, LaLaurie e Spalding travam as portas e se escondem. Nan sai da casa para salvar Luke. Fiona toma remédios e tem alucinações. Se sentindo culpada pelo que aconteceu a sua filha, ela ressuscita o bebê de uma paciente do hospital. Zoe salva Nan e Luke, mas fica encurralada pelos zumbis numa despensa. Queenie passa mal por ter saído da cama e Madame LaLaurie desce para pegar gelo, deixando Spalding cuidando dela. LaLaurie se emociona ao reencontrar Borquita como zumbi e abre a porta. Spalding é encurralado por Borquita e Queenie tenta usar seus poderes, porém é LaLaurie quem "mata" o zumbi de sua filha. Zoe "mata" vários zumbis com uma motosserra, mas, no último, descobre um novo poder: tornar tudo como realmente é, quebrando assim os poderes de Maria Laveau. Hank chega ao hospital e tem um acerto de contas com Fiona. Cordelia tem uma visão da traição de Hank quando ele encosta em sua mão fazendo uma jura de amor. Nan e Zoe queimam os corpos dos zumbis e Fiona permite que Nan fique cuidando de Luke na academia, além de elogiar Zoe por ter salvado o grupo. O conselho decide intervir e tirar o cargo de Fiona como Suprema. Fiona acusa Myrtle de ser a responsável por cegar Cordelia e a leva pra fogueira. Myrtle morre queimada e Zoe se desespera. Queenie confessa a Fiona que se sente culpada pela morte de Myrtle, pois foi com seus poderes que queimou sua mão para incriminá-la. Spalding purifica o ar para que ninguém perceba o cheiro do corpo de Madison em seu baú. Desastrado, acaba rancando um braço do cadáver. Misty Day ressuscita Myrtle Snow. |              |                                                                                |                     |                            |                        |                     |
| 31 | 6            | "The Axeman Cometh" "(A Vinda do Homem do Machado)"                            | Michael Uppendahl   | Douglas Petrie             | 13 de novembro de 2013 | 4.16                |
| Em 1919, Joe, mais conhecido como o "Homem do Machado", é um serial killer que mata mulheres com um machado. Intimidadas com suas possíveis mortes, as bruxas de Salem resolvem dá um basta nele armando uma arapuca para assassiná-lo. Em 2013, Zoe encontra um tabuleiro que evoca espíritos e convence Nan e Queenie a fazerem contato com o sobrenatural para descobrirem se Madison está morta ou apenas desaparecida. Zoe, Nan e Queenie conversam com o espírito de Joe, o Homem do Machado, que demonstra estar ressentido com as bruxas pelo que elas o fizeram. Fiona tenta fugir de sua sessão de quimioterapia, mas o médico insiste e ela percebe que está com o dom de ouvir pensamentos. Zoe pesquisa sobre o Homem do Machado de Nova Orleans na internet e descobre como ele desapareceu. Nan e Queenie resolvem não se envolver na busca por Madison. Zoe invoca o Homem do Machado mais uma vez e ele revela que o corpo de Madison está no sótão. Zoe encontra o cadáver no baú. Cordelia volta para a academia e tem novas visões da traição de Hank com Kaylee e o expulsa de seu quarto. Fiona cuida de Cordelia que fica chocada ao ter uma visão de sua tia Myrtle queimando na fogueira. Spalding tenta imobilizar Zoe, mas ela reage. Zoe, Nan e Queenie torturam Spalding para que ele confesse que é o assassino de Madison. Nan lê seus pensamentos e ele "confessa" que a matou por sexo. Misty Day cuida dos ferimentos de Myrtle e a deixa enterrada no pântano. Kyle reaparece e Misty Day lhe dá um banho. Kyle se revolta ao lembrar dos abusos sexuais que sofreu e destrói a cabana de Misty Day, que fica arrasada. Hank se encontra com Maria Laveau. Zoe pede a ajuda de Misty Day e ela ressuscita Madison. Zoe pede sua ajuda para levar Kyle e Madison para casa. Maria Laveau cobra explicações de Hank que está infiltrado há seis anos na academia e só conseguiu matar oito bruxas. Hank conta que matou Kaylee (que também era bruxa e tinha o poder de incendiar). Maria Laveau desconfia que ele possa estar realmente apaixonado por Cordelia e isso tenha atrapalhado, por isso, ordena que Hank mate todas as bruxas da academia e tragam suas cabeças para ela. Misty Day conhece Nan e Queenie. Cordelia consegue ver o espírito morto do Homem do Machado e ele tenta matá-la com seu machado por ainda estar preso na casa. Zoe, Nan e Queenie ouvem os gritos de Cordelia e através de um feitiço libertam seu espírito da academia. O Homem do Machado e Fiona se encontram num bar. |              |                                                                                |                     |                            |                        |                     |
| 32 | 7            | "The Dead" "(O Morto)"                                                         | Bradley Buecker     | Brad Falchuk               | 20 de novembro de 2013 | 4.00                |
| Kyle fica desesperado ao perceber que seu corpo, na verdade, são partes dos corpos de seus amigos. Madison fica triste por não conseguir sentir mais dor. Zoe decide matar Kyle, mas desiste. Madame LaLaurie e Queenie saem juntas para lanchar. Cordelia fica sozinha em casa e Hank avisa que irá visitá-la. Hank planeja o assassinato de todas as bruxas da academia. Cordelia reencontra Madison viva e ao tocá-la descobre que foi Fiona quem a matou. O Homem do Machado e Fiona transam. Zoe tenta ensinar Kyle a se comunicar. Madison expõe seus sentimentos a Kyle e os dois ficam íntimos. Queenie procura Maria Laveau porque se sente rejeitada na academia por ser negra. Maria Laveau afirma que tornará Queenie uma bruxa mais poderosa que a Suprema caso ela entregue LaLaurie como sacrifício. Cordelia alerta Zoe que a principal inimiga das bruxas é a própria Suprema Fiona e que só há um meio de impedi-la: matando-a. Zoe flagra Kyle e Madison transando. O Homem do Machado revela que sabe de todos os podres de Fiona porque sempre que esteve como fantasma na academia e acompanhou suas tramoias. Zoe faz um feitiço e restaura a fala de Spalding ao lhe devolver sua língua que havia sido enfeitiçada por Myrtle para falar somente a verdade. Spalding confessa que Fiona matou Madison e, em seguida, o mata com uma facada. LaLaurie confessa seus atos cruéis com seus escravos negros a Queenie e confidencia que a considera como uma grande amiga. Zoe e Madison fazem um trato de dividirem Kyle. Os três transam. Queenie leva LaLaurie ao salão de Maria Laveau. LaLaurie se torna prisioneira e Queenie é a primeira a cortá-la. Maria Laveau usa o sangue de LaLaurie assim como ela usava o sangue de seus escravos. |              |                                                                                |                     |                            |                        |                     |
| 33 | 8            | "The Sacred Taking" "(O Ritual Sagrado)"                                       | Bradley Buecker     | Brad Falchuk               | 4 de dezembro de 2013  | 4.07                |
| Temendo por suas vidas, Misty e Myrtle chegam ao clã para escapar dos caçadores de bruxas. As bruxas se preparam para o Ritual Sagrado, invocado para proteção do clã, em que a bruxa suprema comete suicídio para acelarar a revelação da próxima suprema. Quando a saúde de Fiona começa a falhar, ela encontra Madison dançando em volta de sua cama. Madison afirma ser a próxima Suprema, revivendo a si mesma, e como punição Fiona será para queimar na fogueira. Ela convence Fiona a engolir um punhado de pílulas dadas a ela. Fiona os toma, mas vomita os comprimidos. Ela jura que vai vingar a morte de Spalding e dela própria. No salão de Marie Laveau, Delphine é mantida em uma gaiola, sem comida e água. Delphine zomba de Marie, ressaltando que ela não pode morrer. Marie produz uma grande espada, comentando de falta de imaginação de Delphine. Ela corta a mão de Delphine e a avisa que está apenas começando. Naquela noite, Nan procura por Luke, mas um ataque é realizado. Um caçador de bruxas mata Joan Ramsey e fere Luke, enquanto Nan escapa lesionada. Misty, por insistência de Fiona, ressuscita Joan. Na manhã seguinte, Fiona abre a porta da frente e encontra uma caixa de papelão na varanda. Ela a verifica com magia, leva-a dentro e abre. No interior, encontra a cabeça decepada de Delphine LaLaurie olhando para ela, ainda viva. |              |                                                                                |                     |                            |                        |                     |
| 34 | 9            | "Head" "(Cabeça)"                                                              | Howard Deutch       | Tim Minear                 | 11 de dezembro de 2013 | 3.94                |
| Em 1991, Hank, ainda criança, caça com seu pai, o que o faz ter uma experiência traumática. Em 2013, Fiona se aproxima de Marie Laveau propondo uma aliança entre a tribo de Marie e o seu clã contra um inimigo em comum. Marie zomba da oferta, mas reconsidera quando Hank volta sua atenção em sua tribo vodu. Myrtle se vinga do Conselho, arrancando os olhos de seus integrantes. Myrtle restaura os olhos de Cordelia e permite que ela veja novamente, mas Cordelia perde o poder que havia ganhado. Hank recorre ao seu chefe — seu pai — e fica chocado ao descobrir que foi o mesmo que atirou ácido em Cordelia, com o objetivo de torná-la dependente. Nan visita Luke no hospital e começa a finalmente se entender com Joan, mas descobre por meio de seus poderes que a mesma matou o próprio marido. Queenie compromete-se a dar à Madame LaLaurie uma educação sobre história negra. Cordelia assume a tutoria de Misty na Academia. Hank, arrependido, volta para Cordelia para pedir-lhe perdão, mas ela o manda embora. Marie dá um ultimato a Hank e ele, preso em um beco sem saída, invade o salão dela e mata todas as integrantes, exceto por Queenie, que atira em si mesma para matar Hank. |              |                                                                                |                     |                            |                        |                     |
| 35 | 10           | "The Magical Delights of Stevie Nicks" "(Os Prazeres Mágicos de Stevie Nicks)" | Alfonso Gomez-Rejon | James Wong                 | 8 de janeiro de 2014   | 3.49                |
| Após o massacre do seu povo, Marie Laveau busca uma trégua com Fiona e o clã, mas Papa Lebá exige o cumprimento do acordo. Cordelia fica horrorizada quando finalmente descobre que Hank é um caçador de bruxas,e Marie confessa que o contratou para matar o clã. Fiona perdoa Marie, mas fica furiosa com Cordelia por ter casado com Hank contra a vontade da própria mãe. Elas descobrem que o pai de Hank, Harrison, possui um empreendimento de sucesso e lançam um feitiço para fazer com que a sua empresa perca dinheiro. Fiona tenta revelar Misty como a próxima Suprema. Misty demonstra desinteresse na posição, então Fiona tenta convencê-la chamando Stevie Nicks, a cantora favorita de Misty, para a Academia. Todas as garotas ficam extasiadas com Stevie, exceto Madison, chateada por Misty ser a aparentemente nova Suprema. Com ciumes, ela tranca Misty viva num caixão. À medida que Fiona fica cada vez mais doente, pede a Marie o seu segredo para a juventude eterna, e Marie conta que entrega uma alma pura — um recém-nacido — por ano para Papa Lebá, sendo que o primeiro era seu próprio filho. Fiona faz o ritual de invocação ao Papa Lebá e tenta fechar um acordo, mas descobre que não pode vender a alma por não possuir uma. Nan, aproveitando-se de seus poderes crescentes, confronta Joan sobre a morte de Luke e a purifica com produtos de limpeza corrosivos. Marie continua buscando uma alma pura, e com a ajuda de Fiona, afoga Nan, mas o sacrifício não sai como o esperado. |              |                                                                                |                     |                            |                        |                     |
| 36 | 11           | "Protect the Coven" "(Protejam o Clã)"                                         | Bradley Buecker     | Jennifer Salt              | 15 de janeiro de 2014  | 3.46                |
| Em 1830, Delphine LaLaurie, recém-chegada a Nova Orleans, descobre a sua vocação para a crueldade. Em 2013, o clã está de luto por Nan, e Cordelia percebe que a sua mãe precisa de ser parada. A Corporação cobre os seus rastros, à medida que Harrison planeia uma trapaça. LaLaurie volta as suas origens ao levar um negro ferido para o porão da Academia e torturá-lo. Spalding vê tudo e a oferece ajuda, inclusive para matar Marie Laveau. Fiona e o Homem do Machado fazem planos para o futuro. Cordelia tenta reconquistar a confiança de Queeniee. Zoe e Kyle procuram justiça, mas eles são interrompidos por Madison. Cordelia fura os próprios olhos com sua ferramenta de jardinagem para voltar a ter o poder da segunda visão. Myrtle implora para que Zoe fuja com Kyle e nunca mais voltem. Fiona e Marie Laveau se encontram com os membros da Corporação e, com a ajuda do Homem do Machado, matam todos os integrantes. Madame LaLaurie aprende mais sobre si mesma. |              |                                                                                |                     |                            |                        |                     |
| 37 | 12           | "Go to Hell" "(Vá Para o Inferno)"                                             | Alfonso Gomez-Rejon | Jessica Sharzer            | 22 de janeiro de 2014  | 3.35                |
| As Sete Maravilhas são revelados, e Fiona se questiona se deveria desistir de encontrar a nova Suprema e apenas desfrutar dos seus últimos dias. Sabendo de sua morte está se aproximando, ela tenta fazer as pazes dizendo adeus a Cordelia e dando-lhe a herança da família. Ao aproximar-se o tempo para a revelação da nova Suprema, as bruxas começam a demonstrar novos poderes. Queenie demonstra o seu novo poder ao Papa Lebá: ser capaz de descer para o inferno e regressar rapidamente. Cordelia tem uma horrível visão em que todas as bruxas são mortas, e alerta para o Homem do Machado que Fiona nunca o amou. Queenie confronta Madame LaLaurie, que encontrou um novo senso de propósito macabro. Zoe retorna com Kyle para reivindicar a possibilidade ser a Suprema. Queenie mata Delphine LaLaurie, inadvertidamente, matando Marie (que havia perdido seu contrato com Papa Lebá). As duas se encontram em seu inferno, que é Delphine e suas filhas sendo torturadas por Marie pela eternidade. Misty é encontrada e levada para a Academia, se vingando de Madison. O Homem do Machado entra na casa e tenta mata-las, mas antes que possa, elas o matam e Cordelia vê ele matando Fiona. Depois de sua visão, Cordelia alerta as meninas que o Teste das Sete Maravilhas está próximo. |              |                                                                                |                     |                            |                        |                     |
| 38 | 13           | "The Seven Wonders" "(As Sete Maravilhas)"                                     | Alfonso Gomez-Rejon | Douglas Petrie             | 29 de janeiro de 2014  | 4.24                |
| A fim de identificar a próxima Suprema, as bruxas se submetem ao Teste das Sete Maravilhas, com a supervisão de Cordelia e Myrtle. No início, as meninas passam cada teste de magia com facilidade, até chegarem ao teste do Descensum, onde devem enviar seus espíritos para o inferno e voltar antes do sol nascer. As bruxas retorna, uma a uma, exceto por Misty, cujo espírito permanece preso em seu próprio inferno pessoal onde ela deve dissecar sapos sem revivê-los. Quando o sol nasce, seu corpo se transforma em pó. Elas iniciam o teste da transmutação (teletransporte). Zoe morre ao se transmutar acidentalmente através dos portões de ferro da Academia. Queenie tenta, mas não consegue ressuscitar Zoe, sendo eliminada do teste da supremacia. Madison tem o poder de executar a ressurreição, mas se recusa. Pelo processo de eliminação, ela acredita que é a nova suprema. Temendo que Madison será uma suprema igual a Fiona, Myrtle convence Cordelia a participar do teste. Cordelia completa todos os testes com sucesso, enquanto Madison falha em adivinhação. Cordelia traz de volta Zoe e é definida como a nova Suprema. Myrtle pede para ser queimada viva por ter matado os membros do Conselho. Kyle mata Madison por se recusar a ressuscitar Zoe, e Spalding leva seu corpo consigo. Cordelia faz as pazes com sua mãe, já afetada pelo câncer. Fiona, ao morrer, junta-se ao Homem do Machado em seu inferno pessoal, onde eles passarão a eternidade. Cordelia fala publicamente na televisão, informando as pessoas sobre a Academia para bruxas. Juntamente com os novos membros do Conselho — Zoe, Queenie e Kyle — ela oferece esperança a jovens bruxas de todos os lugares. |              |                                                                                |                     |                            |                        |                     |

## Recepção
No agregador de resenhas Rotten Tomatoes, Coven tem 85% de aprovação com base em 35 avaliações críticas. De acordo com o site, o concenso crítico da temporada diz: "Um elenco notável combinado com uma narrativa assustadora e emoções extravagantes e extravagantes tornam American Horror Story: Coven um festival de terror potentemente estruturado".
O primeiro capítulo da temporada registrou 5.54M em telespectadores, superando as anteriores American Horror Story: Asylum (3.85M) e American Horror Story: Murder House (3.18M), sendo esse seu recorde.
Fechou 4.00M de telespectadores na média geral, sendo um fenômeno, e se consagrando como a maior audiência da série.

## Produção

### Desenvolvimento
Em janeiro de 2013, Ryan Murphy, o criador da série, deu a entender que uma pista sobre a terceira temporada seria escondida no décimo episódio da segunda temporada. Em outra entrevista sobre aquele episódio, ele afirmou: "Quero algo que tenha um glamour mais diabólico. Uma das coisas que senti falta nessa segunda temporada foi que eu realmente amava ter esse clima meio Romeu e Julieta entre Violet e Tate, na primeira temporada. Faremos algo assim na terceira temporada. E nós estamos contemplando filmar a série em um lugar diferente. Queremos filmar em algum lugar do país onde uma verdadeira historia de terror tenha acontecido". A produção da terceira temporada começou no final de julho de 2013, e estreou em 9 de outubro de 2013.

### Escolha de elenco
Os produtores executivos e co-criadores da série, Ryan Murphy e Brad Falchuk, afirmaram que, como aconteceu na segunda temporada, "muitos atores" voltariam em papéis diferentes, incluindo Jessica Lange. Evan Peters e Sarah Paulson também foram confirmados para retornar. Ryan Murphy acrescentou que Jessica interpretaria uma "verdadeira gata glamurosa". Taissa Farmiga seria co-estrela, interpretando uma personagem que estaria envolvida em um romance de destaque durante a temporada. Lily Rabe também foi escalada para um papel principal em Coven. Frances Conroy, uma das atrizes veteranas da série, se juntou à temporada em um papel desconhecido. A atriz Kathy Bates foi convidada para co-estrelar na temporada; ela interpretaria uma mulher que, no início, é a melhor amiga da personagem de Jessica Lange, mas se tornaria sua pior inimiga. Ryan Murphy afirmou que a personagem de Kathy Bates seria "cinco vezes pior que sua personagem do filme Misery", e que seria inspirada em um "acontecimento real". Em 29 de abril de 2013, Ryan Murphy anunciou que Gabourey Sidibe se juntaria ao elenco de Coven em um papel desconhecido. Em 13 de maio de 2013, Ryan Murphy anunciou em seu Twitter que Angela Bassett e Patti LuPone se juntariam ao elenco. Ainda em maio de 2013, foi anunciado que Emma Roberts havia adicionada ao elenco, interpretando Madison, uma "garota festeira e egocêntrica".